# Rocky Island South Conservation Park
Rocky Island South Conservation Park är ett naturreservat på ön Rocky Island (South) i Australien. Den ligger i delstaten South Australia, omkring 350 kilometer väster om delstatshuvudstaden Adelaide. Ön ligger cirka 60 kilometer från fastlandet.